# باشگاه فوتبال بورسااسپور
باشگاه فوتبال بورسااسپور (به ترکی استانبولی: Bursaspor) باشگاه فوتبال ترکیه‌ای است که در شهر بورسا قرار دارد و هم‌اکنون در سوپر لیگ فوتبال ترکیه بازی می‌کند.
این باشگاه در تاریخ ۱ ژوئن ۱۹۶۳ تأسیس شده‌است.
این تیم یک بار به مقام قهرمانی در سوپر لیگ ترکیه و یک بار به مقام قهرمانی در جام حذفی ترکیه دست یافته‌است.
در فصل ۱۰_۲۰۰۹ سوپر لیگ ترکیه، بورسا اسپور نیمکت را به ارطغرل ساغلام سپرد و با یک دهم بودجه سه باشگاه بزرگ استانبول وارد مسابقات شد و در میان ناباوری بورسا اسپور تا هفته آخر فصل پا به پای فنر باغچه برای قهرمانی جنگید و با فاصله یک امتیاز کمتر از فنر باغچه در مکان دوم جدول به هفته آخر رسید. در بازی پایانی بورسا اسپور در زمین خود پذیرای بشیکتاش قدرتمند بود و شرایط به گونه ای بود که آنها به نایب قهرمانی دلخوش بودند با این وجود بشیکتاش را هم شکست دادند. اما در اواسط بازی به یکباره شرایط تغییر کرد. اخبار حاکی از آن بود که دیدار فنر باغچه مساوی در جریان است اگر چنین می‌شد بورسا اسپور قهرمان می‌شد. زمانیکه سوت پایان بازی به صدا درآمد دو دقیقه از بازی فنر باغچه باقی مانده که یکی از ماندگارترین لحظات تاریخ فوتبال ترکیه بود.. سرانجام فنر باغچه متوقف شد و بورسا اسپور به سلطهٔ بیست و شش سال سیطرهٔ سه تیم بزرگ استانبول بر فوتبال ترکیه پایان داد. آخرین باری که تیمی موفق شده بود جام را از شهر استانبول خارج کند ترابوزون اسپور بود. همچنین اولین باری بود که ساغلام مربی بورسا اسپور یک فصل کامل در تیمی حضور داشت.
تیم بورسااسپور به همراه ترابوزون اسپور تنها تیمهایی هستند که خارج از استانبول قهرمان ترکیه شدند.

## فعالیت‌های ورزشی
باشگاه ورزشی بورسا اسپور ترکیه علاوه بر فوتبال در سایر رشته‌های ورزشی همچون والیبال، بسکتبال، دوومیدانی، شنا، تنیس روی میز، مشتزنی، تکواندو، تنیس، اسکی، بدمینتون، ژیمناستیک، اسکیت در دو بخش زنان و مردان فعالیت دارد.

## افتخارات
سوپر لیگ فوتبال ترکیه
قهرمان یک بار  : سوپر لیگ فوتبال ترکیه ۱۰_۲۰۰۹
جام ترکیه (جام حذفی)
قهرمان یک بار : جام ترکیه ۱۹۸۶
جام نخست وزیری (لغو شد)
قهرمان ۲ بار: ۱۹۷۱،،،۱۹۹۲
این جام  بین نایب قهرمان لیگ و نایب قهرمان جام حذفی برگزار می‌شد